# Kiln
Kiln é uma Região censo-designada localizada no estado americano de Mississippi, no Condado de Hancock.

## Demografia
Segundo o censo americano de 2000, a sua população era de 2040 habitantes.

## Geografia
De acordo com o United States Census Bureau tem uma área de
34,8 km², dos quais 34,5 km² cobertos por terra e 0,3 km² cobertos por água. Kiln localiza-se a aproximadamente 3 m acima do nível do mar.

## Localidades na vizinhança
O diagrama seguinte representa as localidades num raio de 24 km ao redor de Kiln.